# Hyparrhenia familiaris
Hyparrhenia familiaris är en gräsart som först beskrevs av Ernst Gottlieb von Steudel, och fick sitt nu gällande namn av Otto Stapf. Hyparrhenia familiaris ingår i släktet Hyparrhenia och familjen gräs. Inga underarter finns listade i Catalogue of Life.